# Niklas Falk
Niklas Falk (Göteborg, 28 gennaio 1947) è un attore svedese, fratello dell'attore Jonas Falk.
Ha lavorato, negli anni ottanta e novanta, nel teatro comunale di Göteborg, in seguito è stato scritturato per la realizzazione di alcune pellicole cinematografiche, nonché per serie TV romanzate.  Nello stesso periodo, si è trasferito a Stoccolma.

## Filmografia parziale
- Tre kronor, (1995)
- Skilda världar, (1996)
- Beck, (1997)
- Lilla Jönssonligan på styva linan, (1997)
- La vedova tatuata (Den tatuerade änkan), (1998), regia di Lars Molin
- Ivan Kreuger, (1998)
- Jönssonligan spelar högt, (2000)
- Woman with Birthmark, (2001)
- Rederiet, (2001)
- Cleo - serie TV, (2002)
- As It Is in Heaven (Så som i himmelen), regia di Kay Pollak (2004)
- Wallander - Innan frosten, (2005)
- Oskyldigt dömd, (2008)
- La regina dei castelli di carta (Luftslottet som sprängdes), regia di Daniel Alfredson (2009)
- Let Go (Släpp taget), regia di Josephine Bornebusch (2024)